# هیورد (مینه‌سوتا)
هیورد، مینه‌سوتا (به انگلیسی: Hayward, Minnesota) یک شهر در ایالات متحده آمریکا است که در شهرستان فری‌بورن، مینه‌سوتا واقع شده‌است.

## خصوصیات
هیورد ۱٫۶۳ کیلومترمربع مساحت و ۲۵۰ نفر جمعیت دارد و ۳۸۳ متر بالاتر از سطح دریا واقع شده‌است.